# Hincha (ciudad)
Hincha (en francés: Hinche; y en criollo haitiano: Ench) es una comuna de Haití que está situada en el distrito de Hincha, del departamento de Centro.

## Historia
La isla La Española fue descubierta por el navegante Cristóbal Colón en 1492. La población originaria de la isla y la ciudad fue gradualmente destruida por los conquistadores. Fundada por Rodríguez de Mencía en 1503 como Lares de Guahaba, con el estatus de villa, tras las Devastaciones de Osorio fue despoblada, siendo refundada en 1704, esta vez con el nombre de Concepción de Hincha. 
En 1739 la población era de 500 colonos; en 1760 alcanzó la población de 3092 personas, de los cuales 1443 eran esclavos; en 1783 la población baja a 2993; este descenso se explica por la fundación de San Rafael de la Angostura y de San Miguel de la Atalaya (fundadas por el hinchano José Guzmán, ennoblecido por Carlos III de España); estas tres ciudades junto a Bánica y Dajabón sumaban en ese entonces los 18 000 habitantes (14 % de la población en la colonia española). Para 1794, la composición de su población era 57,1 % blanca de origen español, 39,4 % esclavos y libertos negros, mulatos y pardos, y 3,5 % blanca de origen francés.
Su economía se centraba principalmente en la exportación de carne vacuna a la incipiente colonia francesa de Saint-Domingue, donde esta carne era 750 % más cara. En 1743 contaba con 19 335 cabezas de ganado (la segunda mayor concentración en la colonia), y en 1772 aumentó a 30 000 cabezas, la mayor de la colonia.

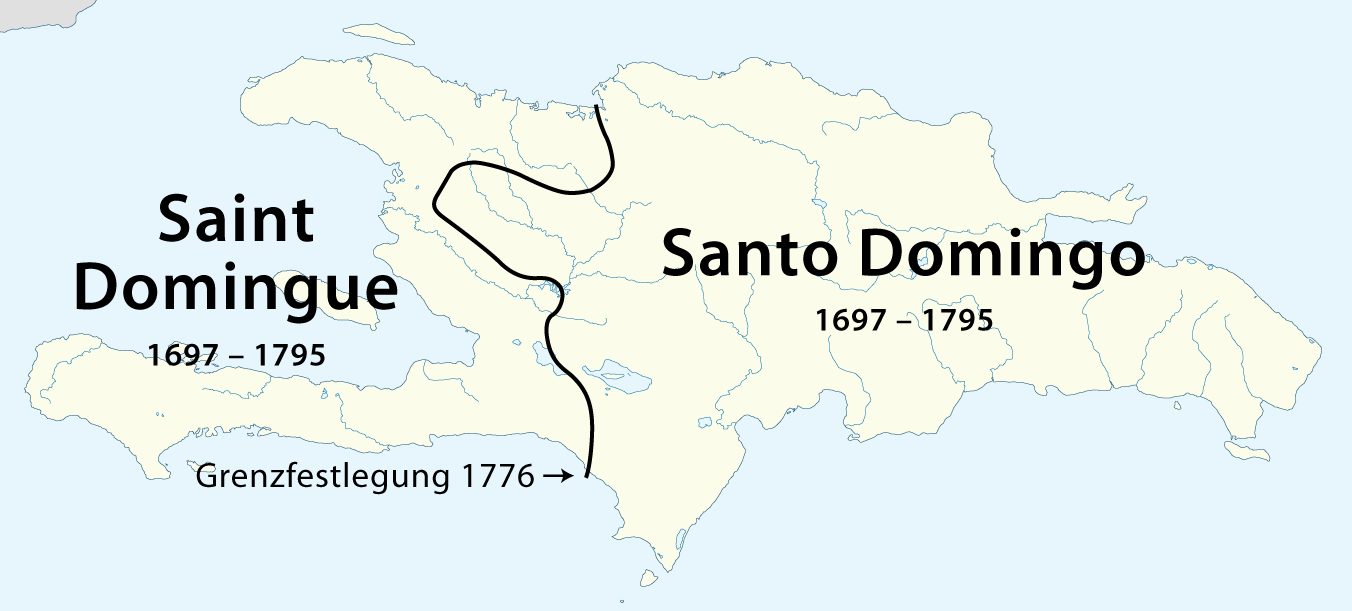
Límite entre el Santo Domingo español y el francés.

En 1777, España y Francia firman el Tratado de Aranjuez, y se traza la frontera entre la colonia española y la francesa.
Fue escenario de conflictos armados durante la guerra de la Primera Coalición. Al final de esta guerra, España le cede a Francia, en virtud del Tratado de Basilea de 1795, sus derechos sobre la isla a cambio de las plazas del País Vasco y Navarra, ocupadas durante la guerra por Francia; aunque la ciudad ya estaba tomada por revolucionarios haitianos desde 1794. En 1809 España vuelve a recuperar sus posesiones en la isla al finalizar la Guerra de la Reconquista.
El 1 de diciembre de 1821 fue declarada en Santo Domingo la independencia del aquel entonces llamado Haití Español por la población predomimante criolla (dominicana) y española.  Días después fue enarbolado el pabellón haitiano por la población local; en febrero de 1822 el ejército haitiano ocupa la capital dominicana de Santo Domingo. Luego de descontento político y económico fue declarada la independencia dominicana (1844), sin embargo, en Hincha el dominio dominicano no llegó a ser efectivo pues en ella habitaban una mayoría de asentamientos de haitianos ilegales que sobrepasaba la población nativa dominicana.
En 1900 la República Dominicana selló el mapa en el que la frontera entre Haití y la República, que comparte la isla de La Española, saliendo aproximadamente a unas 50 millas en territorio haitiano alegando la posesión de la ciudad haitiana de Hincha.[cita requerida] Haití protestó y la República Dominicana invadió la zona. Finalmente ambos países acordaron la frontera común actual en 1942.
Hincha es la ciudad natal de Pedro Santana, primer presidente de la República Dominicana, así también como de Carlomagno Péralte, el líder rebelde haitiano nacionalista que se resistió a la ocupación de Haití por los Estados Unidos (1915-1934).

## Secciones
Está formado por las secciones de:
- Juanaria (que abarca la villa de Hinche)
- Marmont
- Aguahédionde (Rive Droite) (que abarca el barrio de Los Palis)
- Aguahédionde (Rive Gauche)

## Demografía
| Gráfica de evolución demográfica de Hincha entre 2009 y 2015 |
|                                                              |

Los datos demográficos contemplados en este gráfico de la comuna de Hincha son estimaciones que se han cogido de 2009 a 2015 de la página del Instituto Haitiano de Estadística e Informática (IHSI). 

## Cultura
La mayoría de la población es de ascendencia africana, con una pequeña minoría que es de ascendencia mixta francesa y africana. Debido a los constantes cambios de titularidad de la población, que se remonta varias décadas atrás, y la proximidad de la frontera dominicana existe cierto porcentaje de descendientes de dominicanos. En este sentido, alrededor del 5 % de los residentes de Hincha también hablan español. El sistema escolar mantiene el francés como idioma principal. La religión oficial es el catolicismo, pero la constitución permite la libre elección de religión. También hay muchas iglesias cristianas no católicas en la ciudad y la rodean las comunidades. Grupos como el Fondo de Dotación de Haití (FDH), del Sur de California, envían misioneros médicos regularmente para proporcionar medicamentos y atención básica de salud. HEF también ha ayudado a construir en la comunidad iglesias. En la zona se practica también el vudú por ciertos grupos de personas.